# جسر تشيستر
جسر تشيستر (بالإنجليزية: Chester Bridge) هو جسر جملوني مستمر يعبر نهر المسيسيبي، ويربط بين الطريق 51 في ولاية ميزوري والطريق 150 في ولاية إلينوي، وذلك بين مدينتي بيريڤيل في ميزوري وتشيستر في إلينوي.

## الأهمية
يُعد جسر تشيستر الجسر الوحيد الذي يعبر نهر المسيسيبي لحركة المركبات بين سانت لويس وكيب جيراردو في ولاية ميزوري، مما يجعله ممرًا حيويًا للنقل الإقليمي عبر النهر في تلك المنطقة.